# Gorbitz
Gorbitz è un quartiere di Dresda.